# Tränger i dolda djupen ner
Tränger i dolda djupen ner är en svensk psalm. Texten är skriven av Natanael Beskow 1919 och koralen skrevs långt tidigare av Ludvig Mathias Lindeman 1840. Enligt Koralbok för Nya psalmer, 1921 är det samma melodi som till Gammal är kyrkan, Herrens hus samt till Mästare, alla söka dig och Herren, vår Gud, har rest sin tron. 
Texten blir fri för publicering år 2023.

## Publicerad i
- Nya psalmer 1921 som nr 501 under rubriken "Guds härlighet i hans väsen och verk".
- 1937 års psalmbok som nr 29 under rubriken "Trefaldighetspsalmer".
- Förbundstoner 1957 som nr 31 under rubriken "Guds uppenbarelse i Kristus: Guds och Kristi kärlek"
- Frälsningsarméns sångbok 1968 som nr 258 under rubriken " Det Kristna Livet - Andakt och bön".
- Den svenska psalmboken 1986 som nr 26 under rubriken "Gud, vår Skapare och Fader".
- Den finlandssvenska psalmboken 1986 som nr 399 under rubriken "Tro och trygghet".
- Cecilia 2013 som nr 44 under rubriken "Gud Fadern".